# Теннессийский виски

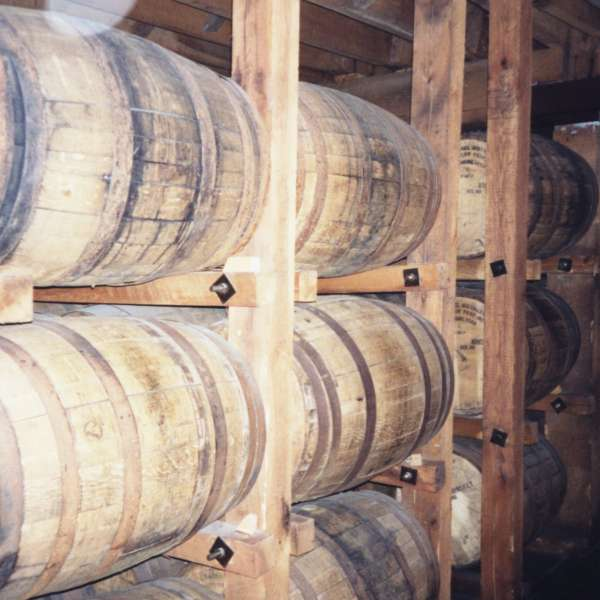
Теннессийский виски Jack Daniel’s в бочках

Теннессийский виски (англ. Tennessee whiskey) — собственное название одного из подвидов американского виски, происходит из названия штата Теннесси, в котором данный вид разливается. Теннессийский виски — защищенное географическое название, напиток может производиться только на территории штата Теннесси.
Отличительной чертой производства данного вида виски является фильтрационный процесс, известный как англ. Lincoln County Process, названный так в честь города Линкольн, в котором первоначально находился завод, разливавший виски Jack Daniel's. Виски из Теннесси проходит медленную фильтрацию через уголь из сахарного клёна (толщиной не менее 3 м) перед тем, как попасть в бочки, в то время как бурбоны фильтруются перед розливом в бутылки. В результате напиток имеет очень мягкий вкус и особый аромат.
Две основные марки теннесийского виски — Jack Daniel’s и George Dickel. Также есть около 10 менее крупных брендов виски из Теннесси (Benjamin Prichard's, Chattanooga Whiskey, Nelson's Green Brier, Collier and McKeel, Uncle Nearest Premium Whiskey и другие).

## Вкус
Теннессийский виски — более легкая версия бурбона. Смягчение древесным углем лишает виски некоторой резкости. Во вкусе присутствуют ноты обожжённого дуба, карамели и ванили, древесного угля и жженого дерева.